# Gorillas in the Mist
Gorillas in the Mist (br: Nas Montanhas dos Gorilas / pt: Gorilas na Bruma) é um filme norte-americano de 1988, do gênero drama biográfico, dirigido por Michael Apted .

## Sinopse
Retrata o trabalho com gorilas da naturalista Dian Fossey nas montanhas de Ruanda.

## Elenco
| Actor                 | Role             |
| --------------------- | ---------------- |
| Sigourney Weaver      | Dian Fossey      |
| Bryan Brown           | Bob Campbell     |
| Julie Harris          | Roz Carr         |
| John Omirah Miluwi    | Sembagare        |
| Iain Cuthbertson      | Dr. Louis Leakey |
| Constantin Alexandrov | Van Vecten       |
| Waigwa Wachira        | Mukara           |
| Iain Glen             | Brendan Hello    |
| David Lansbury        | Larry            |
| Maggie O'Neill        | Kim              |

## Principais prêmios e indicações
Oscar 1989
- Indicado nas categorias de melhor atriz (Sigourney Weaver), melhor edição (Stuart Baird), melhor trilha sonora (Maurice Jarre), melhor mixagem de som (Andy Nelson, Brian Saunders e Peter Handford) e melhor roteiro adaptado (Anna Hamilton Phelan (roteiro/história) e Tab Murphy (história).

BAFTA 1990 (Reino Unido)
- Indicado na categoria de melhor fotografia (John Seale e Alan Root).

Globo de Ouro 1989 (EUA)
- Venceu nas categorias de melhor trilha sonora (Maurice Jarre) e melhor atriz de cinema - drama (Sigourney Weaver).
- Indicado nas categorias de melhor filme - drama.